# Catedral de San Pedro (Marquette)
La Catedral de San Pedro  (en inglés: St. Peter Cathedral) es una gran catedral católica ubicada en la avenida Baraga en Marquette, Michigan en Estados Unidos. Como la iglesia madre de la diócesis de Marquette, es una de los hitos más notables de la presencia católica en la península superior. La catedral fue incluida en el Registro Nacional de Lugares Históricos de Estados Unidos en 2012.
La iglesia actual no tiene parecido a la primera, pues cuando un sacerdote jesuita llamado el padre Jean-Baptiste Menet comenzó a celebrar servicios en el sitio lo hacía en una pequeña cabaña de troncos. Tras la visita del Obispo Frederic Baraga al sitio, se determinó que una iglesia más prominente y más grande debía ser construida, y que con el tiempo la sede debió ser trasladada a Marquette desde Sault Ste. Marie. La construcción comenzó en 1864, siendo el mismo obispo el que colocara la primera piedra. Dos años más tarde se dedicó el edificio, pero este sufrió un incendio dos años más tarde.
La iglesia también se enfrentó a otro trágico incendio que destruyó todo excepto las paredes de piedra arenisca: el 3 de noviembre de 1935, el edificio de nuevo estalló en llamas. La parroquia celebró la misa en el gran auditorio de la escuela durante varios meses hasta que la catedral pudo ser restaurada.
Un extenso trabajo y dinero se puso en su reconstrucción y embellecimiento, incluyendo el trabajo elaborado de mármol y columnas románicas, así como una nave alargada y cúpulas en las cimas de las torres.

## Véase también

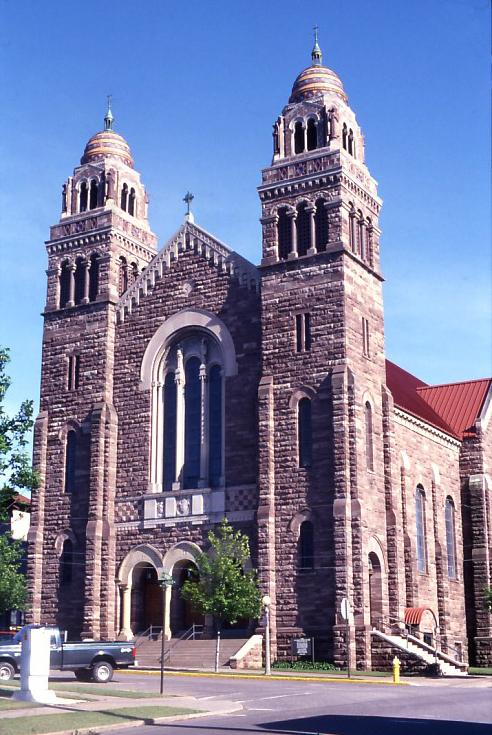
Otra vista del templo